# 2010 en Guinée
2008 en Guinée - 2009 en Guinée - 2010 en Guinée - 2011 en Guinée - 2012 en Guinée
 2008 par pays en Afrique - 2009 par pays en Afrique - 2010 par pays en Afrique - 2011 par pays en Afrique - 2012 par pays en Afrique -

## Chronologie

### Janvier 2010
- Vendredi 15 janvier 2010 : Signature d'un accord de sortie de crise à Ouagadougou, signé par le capitaine Moussa Dadis Camara, le général Sékouba Konaté, président intérimaire, et le médiateur dans la crise guinéenne, le président burkinabé Blaise Compaoré. Cet accord prévoit un maintien « en convalescence » à l'étranger du chef de la junte, le capitaine Camara, et la tenue d'une élection présidentielle dans « six mois ». Le chef de la junte, blessé à la tête par balle lors d'une tentative d'assassinat le 3 décembre 2009, « prend librement un temps de convalescence tout en restant disponible pour apporter sa contribution aux acteurs de la transition ». L'accord prévoit également la création d'un « conseil national de transition », la mise en place d'un « gouvernement d'union » dirigé par un « premier ministre, président du conseil des ministres, issu du Forces vives »[1].

### Février 2010

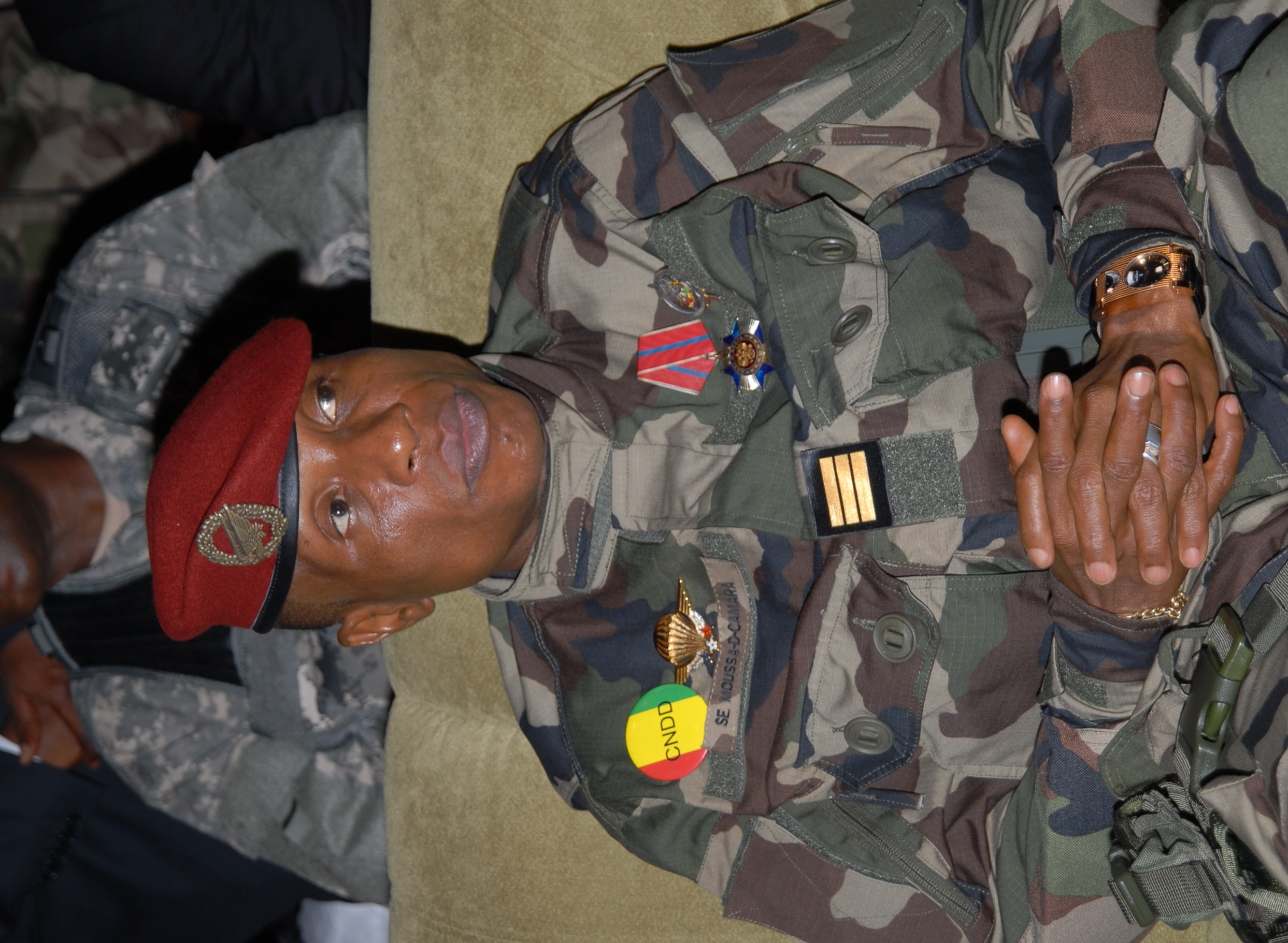
Moussa Dadis Camara
(août 2009)

- Mardi 2 février 2010 : Le président de la commission d'enquête sur le massacre du 28 septembre affirme que le chef de la junte, le capitaine Moussa Dadis Camara, n'avait aucune responsabilité dans la tuerie. Cette commission nationale contredit ainsi la commission d'enquête de l'ONU qui avait pointé « une responsabilité pénale individuelle » du chef de la junte, de son ex-aide de camp, le lieutenant Aboubacar Chérif Diakité dit "Toumba", et du commandant Tiegboro Camara[2].

- Samedi 6 février 2010 : Des violences à coups de bâtons et de pierres ont opposé pendant deux jours des membres des communautés chrétienne et musulmane à N’Zérékoré (est) faisant « un mort, deux disparus et 29 blessés » dont 8 dans « un état jugé préoccupant ». L'ancien gouverneur de N'Zérékoré, l'actuel ministre de l'Agriculture, le colonel Bouréma Condé, est arrivé sur place avec une importante délégation gouvernementale. Le couvre-feu a été établi[3],[4].

- Dimanche 7 février 2010 : Un homme a été tué et au moins neuf personnes ont été blessées dans de nouvelles violences entre musulmans et chrétiens dans la nuit de samedi à dimanche.

- Lundi 15 février 2010 : Le général Sékouba Konaté, président de transition, nomme les membres du gouvernement de transition chargé de mener le pays vers l'élection présidentielle en juin.

- Vendredi 19 février 2010 : La procureure adjointe de la Cour pénale internationale, Fatou Bensouda, a durement qualifié les exactions commises le 28 septembre 2009 par les forces de l'ordre dans le stade de Conakry, considérant que « des crimes de l'ordre de crimes contre l'humanité ont été commis » : « Des hommes en uniforme se sont attaqués à des civils, ils ont tué et blessé. En plein jour, ils ont brutalisé, violé et soumis des femmes à des violences sexuelles inouïes […] Il est raisonnable de conclure que les crimes perpétrés le 28 septembre 2009 et les jours suivants peuvent être qualifiés de crimes contre l'humanité », cependant, « ces quelques jours de travail en Guinée ont confirmé que les institutions guinéennes et la Cour pouvaient travailler de manière complémentaire : soit les autorités guinéennes peuvent poursuivre elles-mêmes les principaux responsables, soit elles se tourneront vers la Cour pour le faire »[5].

### Mars 2010
- Lundi 1er mars 2010 : le gouvernement annonce une « augmentation significative » de 50 % des salaires des fonctionnaires pour « atténuer leurs souffrances », après avoir décidé d'augmenter de 30 % les prix des produits pétroliers. Cette hausse sera appliquée en deux tranches, en mars et juillet. Le salaire moyen d'un fonctionnaire en Guinée est de 50 euros. Le gouvernement augmentera aussi de 30 %, à partir de mars, les indemnités de transports et de loyer des travailleurs de la fonction publique et la pension de retraite des fonctionnaires sera également revue de 30 % à la hausse à partir du 1er avril.

- Samedi 27 mars 2010 : le coordonnateur des Nations unies en Guinée annonce que différents donateurs ont contribué à réunir les quelque 20 millions d'euros nécessaires à l'organisation des premières élections démocratiques en Guinée le 27 juin prochain. Ces fonds permettront de veiller au bon déroulement du vote et seront destinés à l'organisation d'un recensement, à l'achat d'urnes et de bulletins de vote, à la tenue de campagnes de sensibilisation au vote, à la logistique et au transport.

### Avril 2010
- Samedi 3 avril 2010 :
  - Au moins quatre officiers et sous-officiers proches de l'ancien homme fort de Guinée, le capitaine Moussa Dadis Camara, dont son neveu, le lieutenant Marcel Guilavogui, ancien commandant adjoint du Bataillon autonome de la sécurité présidentielle, ont été « mis aux arrêts de rigueur pour incitation à la rébellion dans une caserne d’élèves soldats à Kaléya près de Forécariah », à 110 km au sud de Conakry.
  - Le général Sékouba Konaté, en visite à Paris, et qui bénéficie d'un soutien international appuyé pour créer les conditions d'une stabilité de la Guinée, a rencontré plusieurs centaines de Guinéens de la diaspora qui l'ont acclamé. Il leur a promis des élections libres et a réitéré son engagement de ne pas se présenter à la présidentielle du 27 juin, déclarant : « Je me réjouis de constater que les Guinéens sont rassemblés, unis, tous debout comme un seul homme pour ne pas manquer ce nouveau rendez-vous avec notre destin […] Nous voulons des élections acceptables et acceptées par tous […] J'invite le vainqueur à avoir le triomphe modeste, le vaincu à accepter la défaite […] le véritable enjeu, c'est la cohésion nationale […] Je réitère mon engagement personnel, irréversible, et celui de tous les acteurs de la transition, de ne pas faire acte de candidature », promettant qu'il n'y aurait « plus de dictature en Guinée »[6].

### Mai 2010
- Mardi 4 mai 2010 :
  - Les experts mandatés par la Communauté économique des États d'Afrique de l'Ouest (Cédéao) et par l'ONU remettent au général Sékouba Konaté, dirigeant par intérim de la Guinée, leur rapport établissant un diagnostic de l'état des forces de sécurité (armée, police, gendarmerie, douanes). La réforme de ce secteur est un dossier central en Guinée où les forces de sécurité avaient massacré des opposants, le 28 septembre à Conakry, faisant au moins 156 morts et disparus.
  - Le général Sékouba Konaté déclare que personne n'a « le pouvoir ni le droit, surtout dans mon entourage immédiat et parmi mes proches collaborateurs, de prolonger la transition ou de retarder les élections pour quelque prétexte que ce soit […] nous partirons tous après le 27 juin, qui, dans le temps et l'histoire, marque la fin de notre mission, de notre mandat ». Le représentant de l'ONU a publiquement réitéré « le soutien total de la communauté internationale pour tout ce que le président Konaté entreprendra afin d'assurer la tenue de ces élections à la date prévue ».

### Juin 2010
- Dimanche 27 juin 2010 : première élection présidentielle libre de l'histoire du pays depuis son indépendance en 1958 après un demi-siècle de dictatures. L'ancien premier ministre et candidat, Cellou Dalein Diallo, appelle à « respecter le choix des urnes » quel que soit le vainqueur[7]. Parmi les autres candidats : Lansana Kouyaté, ex-premier ministre et chef du Parti de l'espoir pour le développement national (PEDN); Cellou Dalein Diallo, ex-premier ministre ; Sidya Touré, ex-premier ministre ; Alpha Condé, chef du Rassemblement du peuple de Guinée.

- Mardi 29 juin 2010 : l'équipe de campagne d'un des principaux candidats, Lansana Kouyaté, ex-premier ministre et chef du Parti de l'espoir pour le développement national (PEDN), dénonce des « fraudes massives » dans certains quartiers de la capitale Conakry et dans deux autres villes du pays, à Kankan et Siguiri. Son équipe aurait constaté la « disparition d'urnes » dans la nuit puis leur « réapparition » lundi matin, des « bourrages d'urnes », « 9 bureaux de vote fictifs », des cas d'« intimidation » d'électeurs et des bureaux où « le nombre de votants dépasse le nombre des inscrits ». À sa suite, tous les autres candidats dénoncent des fraudes massives.

### Juillet 2010
- Vendredi 2 juillet 2010 : publication des résultats officiels du premier tour de l'élection présidentielle. L'ex-premier ministre Cellou Dalein Diallo qui a obtenu 39,72 % et l'opposant historique Alpha Condé 20,67 %, disputeront le second tour dont la date initiale du 18 juillet n'est pas confirmée. Le troisième favori du scrutin est l'ancien premier ministre Sidya Touré a recueilli 15,60 % des suffrages.

- Dimanche 4 juillet 2010 : le Premier ministre du gouvernement de transition, Jean-Marie Doré, annonce l'interdiction des manifestations prévues contre les fraudes présumées lors du premier tour de l'élection présidentielle. Plusieurs partis éliminés au premier tour, le 27 juin, ont dénoncé des pratiques de bourrages d'urnes et de falsification des cartes d'électeurs. Le second tour sera organisé le 18 juillet.

- Mardi 20 juillet 2010 : publication des résultats définitifs officiels du premier tour de l'élection présidentielle. L'ex-premier ministre Cellou Dalein Diallo a obtenu 43,69 %, l'opposant historique Alpha Condé 18,25 %, et l'ancien premier ministre Sidya Touré a recueilli 13,62 % des suffrages.

- Mercredi 28 juillet 2010 : les fortes pluies ont fait 3 morts noyés dans le quartier d'Enta au sud de Conakry.

### Août 2010
- Lundi 9 août 2010 : le second tour de l'élection présidentielle est fixé au dimanche 19 septembre. Ce second tour opposera l'ancien premier ministre Cellou Dalein Diallo (43,69 %) et l'opposant historique Alpha Condé (18,25 %).

- Mercredi 25 août 2010 : les fortes pluies ont fait deux morts et six blessés dans le quartier Démoudoula (banlieue de Conakry).

### Septembre 2010
- Vendredi 3 septembre 2010 : les deux candidats au second tour de la présidentielle en Guinée prévu le 19 septembre, Cellou Dalein Diallo et Alpha Condé, se sont engagés à mener une « campagne politique apaisée » et à se conformer « scrupuleusement » au verdict des urnes, dans d'un accord signé aujourd'hui à Ouagadougou. L'accord intitulé « Protocole d'entente pour une élection apaisée en Guinée », en présence du président burkinabè, Blaise Compaoré, médiateur de la crise guinéenne.

- Samedi 11 septembre 2010 : des bagarres ont eu lieu à Hamdallaye (banlieue de Conakry) où se trouvent les sièges des partis des candidats, entre des partisans de l'Union des forces démocratiques de Guinée (UFDG) de Cellou Dalein Diallo, et d'autres du Rassemblement du peuple de Guinée (RPG) d'Alpha Condé, faisant une vingtaine de blessés dont 6 grièvement.

- Dimanche 12 septembre 2010 : nouveaux incidents à Hamdallaye (banlieue de Conakry) entre des partisans de l'Union des forces démocratiques de Guinée (UFDG) de Cellou Dalein Diallo, et d'autres du Rassemblement du peuple de Guinée (RPG) d'Alpha Condé, faisant 1 mort et 53 blessés. De ce fait, le gouvernement de transition du premier ministre Jean-Marie Doré décide de suspendre toutes les manifestations de rue liées à la campagne électorale du second tour de la présidentielle.

- Mardi 14 septembre 2010 : mort à l'hôpital Saint-Louis à Paris du président de la Commission électorale de Guinée, Ben Sékou Sylla (57 ans).

- Mercredi 15 septembre 2010 : la Commission électorale nationale indépendante, à l'issue d'une réunion avec le premier ministre et les deux candidats en lice, décide de reporter le second tour de l'élection présidentielle en Guinée, prévu dimanche.

### Octobre 2010
- Samedi 2 octobre 2010 : à l'occasion du 52e anniversaire de l'indépendance, le président de la transition, le général Sékouba Konaté, revient sur le massacre du 28 septembre 2009 perpétré par les forces de défense et de sécurité à Conakry et déclare : « J’implore le pardon de chacun et de tous, au nom de l’indispensable réconciliation nationale […] Justice doit être rendue aux victimes, justice doit aussi être rendue pour que cesse l’impunité qui est à l’origine de tous les crimes dans notre pays depuis toujours ». Le bilan avait été d'au moins 157 morts, des dizaines de disparus, une centaine de femmes victimes de violences sexuelles et plus de 1.000 blessés. Une Commission d'enquête internationale a notamment conclu à la « responsabilité pénale individuelle » du chef de la junte, le capitaine Moussa Dadis Camara, incriminé pour sa « responsabilité de commandement »[8].

- Mardi 19 octobre 2010 : selon l'Observatoire national des droits de l'homme, des affrontements à Conakry entre partisans de Cellou Dalein Diallo et la police font 2 morts et 29 manifestants blessés par balles. Des policiers auraient aussi violés des femmes. Le parti de Cellou Dalein Diallo a menacé lundi de paralyser le pays et d'empêcher la tenue du scrutin s'il n'est pas procédé au remplacement du président de la Commission nationale électorale, Louncény Camara[9]. Le premier ministre, Jean-Marie Doré, avait déclaré qu'il ne tolèrerait pas de violences et donné des « ordres précis et impératifs » aux forces de l'ordre et de sécurité pour qu'elles fassent preuve de la plus grande fermeté à l'égard des fauteurs de troubles[10].

- Vendredi 22 octobre 2010 : le président de la Commission électorale nationale indépendante annonce que le second tour de l'élection présidentielle, prévu dimanche, est reporté à une date non fixée à cause de retards « déplorables » dans l'organisation du scrutin. Le second tour avait déjà été reporté une première fois quatre jours avant la date prévue alors, le 19 septembre et doit opposer l'ancien premier ministre Cellou Dalein Diallo, qui avait obtenu 43 % des voix au premier tour du 27 juin, à l'opposant historique Alpha Condé (18 %). Cette présidentielle est le premier scrutin libre en Guinée, ex-colonie française, qui n'a connu que des régimes dictatoriaux et autoritaires depuis son indépendance en 1958. Elle est censée sceller le retour à un régime civil après le putsch militaire de décembre 2008[11].

- Mercredi 27 octobre 2010 : le président de la Commission électorale nationale indépendante, le général malien Siaka Sangaré, annonce qu'« après une large consultation des différentes parties prenantes de la transition, la date du 7 novembre 2010 a été fixée pour le second tour de l'élection présidentielle ». La date du scrutin a été repoussée pour permettre aux dirigeants politiques de rétablir le calme chez leurs partisans.

### Novembre 2010
- Jeudi 4 novembre 2010 : les deux candidats au second tour de la présidentielle, Cellou Dalein Diallo et Alpha Condé, lancent un appel commun au calme après les violences politico-ethniques qui se sont produites à intervalles réguliers depuis septembre entre des partisans des deux candidats, puis se sont ensuite donné l'accolade devant les représentants de la communauté internationale qui les ont applaudis et salués par des « bravos » : « Nous lançons un appel pressant à tous les citoyens et citoyennes de notre pays pour qu'ils accomplissent leur devoir citoyen dans la paix, le calme et la sérénité […] et qu'ils fassent de la journée électorale du 7 novembre ainsi que de la période post-électorale un moment historique de confraternité retrouvée […] Nous exprimons notre profonde compassion à l'endroit de toutes les victimes de ces incidents […] Nous lançons un appel aux autorités pour qu'elles mettent tout en œuvre pour assurer la sécurité de tous et de chacun sur l'ensemble du territoire. Nous réitérons notre engagement à placer l'intérêt supérieur de notre Nation au-dessus de toute autre considération et à ne ménager aucun effort pour préserver nos valeurs ancestrales de paix et de tolérance ».

- Dimanche 7 novembre 2010 : 4,2 millions de Guinéens votent pour choisir le premier président démocratiquement élu de leur histoire, après un demi-siècle de dictature et de régimes autoritaires, au terme d'une longue attente depuis le premier tour de scrutin du 27 juin, troublée par des violences politico-ethniques. Restent en lige, l'ancien Premier ministre Cellou Dalein Diallo (43 % des voix) et l'opposant historique Alpha Condé (18 %), cependant le scrutin reste ouvert, du fait de l'importance du vote ethnique et des alliances nouées entre les deux tours[12],[13].

- Lundi 15 novembre 2010 :
  - La candidat Alpha Condé, opposant historique, revendique la victoire à l'élection présidentielle : « J'ai gagné quatre communes sur cinq à Conakry, toutes les préfectures de Basse-Guinée à part Boké, toutes les préfectures de la Forêt et de la Haute-Guinée. Comment voulez que je ne gagne pas ?  ». Le candidat Cellou Dalein Diallo avait demandé dimanche à la Céni de « prendre le temps » de bien examiner toutes les « réclamations » pour « fraudes » qu'il a présentées, menaçant de ne « pas accepter » les résultats provisoires du scrutin s'ils étaient annoncés immédiatement.
  - Des violences ont opposé à Conakry des partisans de Cellou Dalein Diallo aux forces de l'ordre alors que la proclamation des résultats était toujours en attente. Au moins une personne a été tuée et des dizaines d'autres blessées.
  - La Commission électorale nationale indépendante annonce de la victoire de Alpha Condé, nouveau président, avec 52,5 % des voix[14]. Son adversaire, Cellou Dalein Diallo dénonce des fraudes et annonce son intention de déposer des réclamations devant la Cour suprême qui doit confirmer les résultats provisoires.

- Mardi 16 novembre 2010 : un homme a été tué par balles par des militaires dans la nuit à Dalaba (centre) et d'autres incidents ont été rapportés dans d'autres villes de la région, après l'annonce de la victoire d'Alpha Condé à la présidentielle. Une personne a été tuée à Pita et 14 autres blessées. Les forces de l'ordre sont massivement présentes dans les villes de Moyenne-Guinée, région peuplée à 80 % de Peuls, l'ethnie à laquelle appartient le candidat battu, Cellou Dalein Diallo.

- Mercredi 17 novembre 2010 : instauration de l'état d'urgence à la suite des violences post-électorales brutalement réprimées qui avaient fait au moins sept morts en trois jours.

- Samedi 27 novembre 2010 :
  - Le premier ministre de transition, Jean-Marie Doré, annonce que « toutes les frontières terrestres, maritimes et fluviales de la République de Guinée sont fermées à l'entrée, sur tout le territoire national et jusqu'à nouvel ordre. Aucune sortie n'est autorisée sans l'accord spécial des autorités compétentes ». Les résultats définitifs du second tour devraient être proclamés par la Cour suprême, début décembre au plus tard.
  - Le président du régime de transition, le général Sékouba Konaté, a limogé par décret le chef d'état-major adjoint des forces armées, Aboubacar Sidiki Camara dit « Idim Amim », sans aucune explication.

### Décembre 2010
- Jeudi 9 décembre 2010 :
  - L'Union africaine a réintégré officiellement la Guinée après l'avoir suspendue pendant deux ans à la suite du coup d'État d'une junte en décembre 2008. Le régime militaire a pris fin en novembre avec l'élection à la présidence de l'opposant historique Alpha Condé, devenu le premier président démocratiquement élu depuis l'indépendance de 1958.
  - Selon des notes diplomatiques américaines divulguées par Wikileaks, les Français et les Américains, ont su tirer parti de la tentative d'assassinat contre le capitaine Moussa Dadis Camara pour l'écarter définitivement à la suite du massacre par des militaires de la garde présidentielle d'au moins 156 opposants à Conakry. Grièvement blessé à la tête, le chef de la junte avait été envoyé d'urgence vers le Maroc pour y être hospitalisé.

- Vendredi 10 décembre 2010 : l'état d'urgence instauré le 17 novembre en Guinée après trois jours de violences durement réprimées ayant fait au moins sept morts et plusieurs centaines de blessés, est levé aujourd'hui, une semaine après la confirmation de l'élection à la présidence d'Alpha Condé, cependant les regroupements sont cependant « formellement interdits » jusqu'à l'investiture du nouveau président[15].

- Jeudi 16 décembre 2010 : le général Sékouba Konaté, président de la transition en Guinée, a fait ses adieux solennels à l'armée, en lui demandant « d'accompagner » dans sa mission le nouveau président élu, Alpha Condé, dans un discours retransmis par la radio et la télévision nationale : « Nous avons fait ce que nous avions promis: pour la première fois de l’histoire de notre pays, donner la chance et l’opportunité aux Guinéens de choisir librement leur président » après 26 ans de régimes militaires. Il a annoncé son prochain départ à l'étranger « pour des raisons de santé » et pour se « rendre à l’Union africaine », qui l'a chargé de mettre en place la future « Force africaine en attente ». Ministre de la Défense de la junte, après la mort du général-président Lansana Conté (1984-2008), il avait été chargé, en janvier 2010, de diriger le pays par intérim, après la mise à l'écart du chef de la junte, Moussa Dadis Camara, gravement blessé à la tête lors d'une tentative d'assassinat fin 2009.

- Mardi 21 décembre 2010 : le nouveau président Alpha Condé a prêté serment comme premier président démocratiquement élu du pays, au cours d'une grande cérémonie à laquelle participaient 13 chefs d’État africains. Il a promis « une ère nouvelle » pour la Guinée dévastée par 50 ans de dictatures et de pauvreté, dans un pays doté d'immenses richesses minières convoitées par les multinationales : « Le changement que nous prônons n’est pas dirigé contre un parti politique, encore moins contre une ethnie, encore moins contre une catégorie sociale ou socio-professionnelle ».

- Samedi 24 décembre 2010 : le président Alpha Condé a nommé Mohamed Said Fofona au poste de premier ministre.

- Lundi 27 décembre 2010 : le président Alpha Condé a nommé 17 ministres du nouveau gouvernement se réservant le ministère de la Défense. Le banquier Kerfalla Yansané conserve son poste de ministre de l'Économie et des Finances.